# Vinculinula
Vinculinula é um gênero de mariposa pertencente à família Bombycidae.